# Enya
Enya, pseudonimo di Eithne Pádraigín Ní Bhraonáin, in inglese Enya Patricia O' Brennan (Gaoth Dobhair, 17 maggio 1961), è una musicista e cantante irlandese.
Enya è una approssimazione fonetica derivata dalla pronuncia in lingua gaelica irlandese del vero nome della cantante, Eithne ([ˈɛnʲə]); il nome completo in gaelico, Eithne Pádraigín Ní Bhraonáin, corrisponde all'inglese Enya Patricia O' Brennan, ovvero "figlia di Brennan".
Dietro alla sua figura musicale ruota in realtà un trio composto dalla cantante stessa, che compone le musiche, suona e canta, da Nicky Ryan, produttore e arrangiatore, e dalla moglie di Nick, Roma Ryan, che scrive i testi in diverse lingue.
Nel corso della sua carriera, Enya ha venduto più di 80 milioni di album ed è l'artista solista irlandese ad aver riscosso più successo nel mondo, nonché il fenomeno musicale più importante del suo paese dopo gli U2. Per via della sua personalità molto riservata, l'artista ha sempre condotto una vita lontana dai riflettori e non ha mai svolto nessun tour; nonostante ciò risulta essere l'interprete di sesso femminile più ricca in Irlanda e Regno Unito. Tra i numerosi premi e riconoscimenti da lei ricevuti spiccano quattro Grammy Awards, sei World Music Awards, due lauree honoris causa e una nomination al Premio Oscar e al Golden Globe.

## Biografia

### Crescita musicale e i Clannad
Eithne è nata il 17 maggio 1961 e cresciuta a Gaoth Dobhair (Gweedore in inglese), un piccolo villaggio di pescatori nella contea di Donegal, nel nord dell'Irlanda. Il villaggio si trova in un gaeltacht, cioè una zona in cui si parla ancora la lingua irlandese; questa, infatti, è la sua prima lingua. La sua famiglia è composta da musicisti: i nonni erano componenti di una band che suonava in giro per l'Irlanda, suo padre era il capo della Slieve Foy Band prima di aprire un pub, sua madre suonava in un gruppo di ballo e più tardi ha insegnato musica alla Gweedore Comprehensive School. Eithne ha quattro fratelli e quattro sorelle e alcuni di loro nel 1968 formarono la band An Clann As Dobhair, rinominata Clannad negli anni settanta.
Nel 1979 Eithne termina gli studi e l'anno dopo si unisce ai Clannad insieme ai fratelli Máire, Pól e Ciarán e agli zii Noel e Padraig Duggan. La giovane musicista partecipa alla realizzazione degli album Crann Úll e Fuaim suonando le tastiere e partecipando ai cori e nel 1982 lascia il gruppo insieme al produttore e manager Nicky Ryan per intraprendere la sua carriera da solista.
Nel 1983 viene contattata da Mike Oldfield per cantare nel brano Moonlight Shadow, ma rifiutò per via del contratto.

### 1984-1987: Gli esordi e il debutto conEnya
Eithne, collaborando con Nicky e sua moglie Roma, registra due canzoni da solista: An Ghaoth Ón Ghrian (The Solar Wind) e Miss Clare Remembers che vengono pubblicate nell'album Touch Travel del 1984. Nello stesso anno collabora alla realizzazione della colonna sonora del film The Frog Prince, componendo gran parte delle musiche e utilizzando per la prima volta il nome Enya.
Nel 1986 i produttori del documentario The Celts mettono Enya sotto contratto per la realizzazione della parte musicale dei sei episodi della serie. I pezzi prodotti vengono inclusi nel primo album da solista del 1987, Enya, anticipato dal singolo I Want Tomorrow, che raggiunge la seconda posizione nella classifica irlandese ma mantiene la musica di Enya in una realtà ristretta e nazionale. Alcuni anni più tardi, nel 1996, la canzone di questo album Boadicea viene ripresa dai The Fugees, che dapprima né cercano l'autorizzazione di Enya né la citano come autrice, creando un tumulto di breve durata. Molti anni più tardi, la versione di Mario Winans del brano, intitolata I Don't Wanna Know, in cui canta il rapper P. Diddy e che è attribuita a tutti e tre gli artisti, sarà il singolo di Enya a raggiungere la posizione più alta nelle classifiche, con un secondo posto nella Hot 100 americana nel 2004.

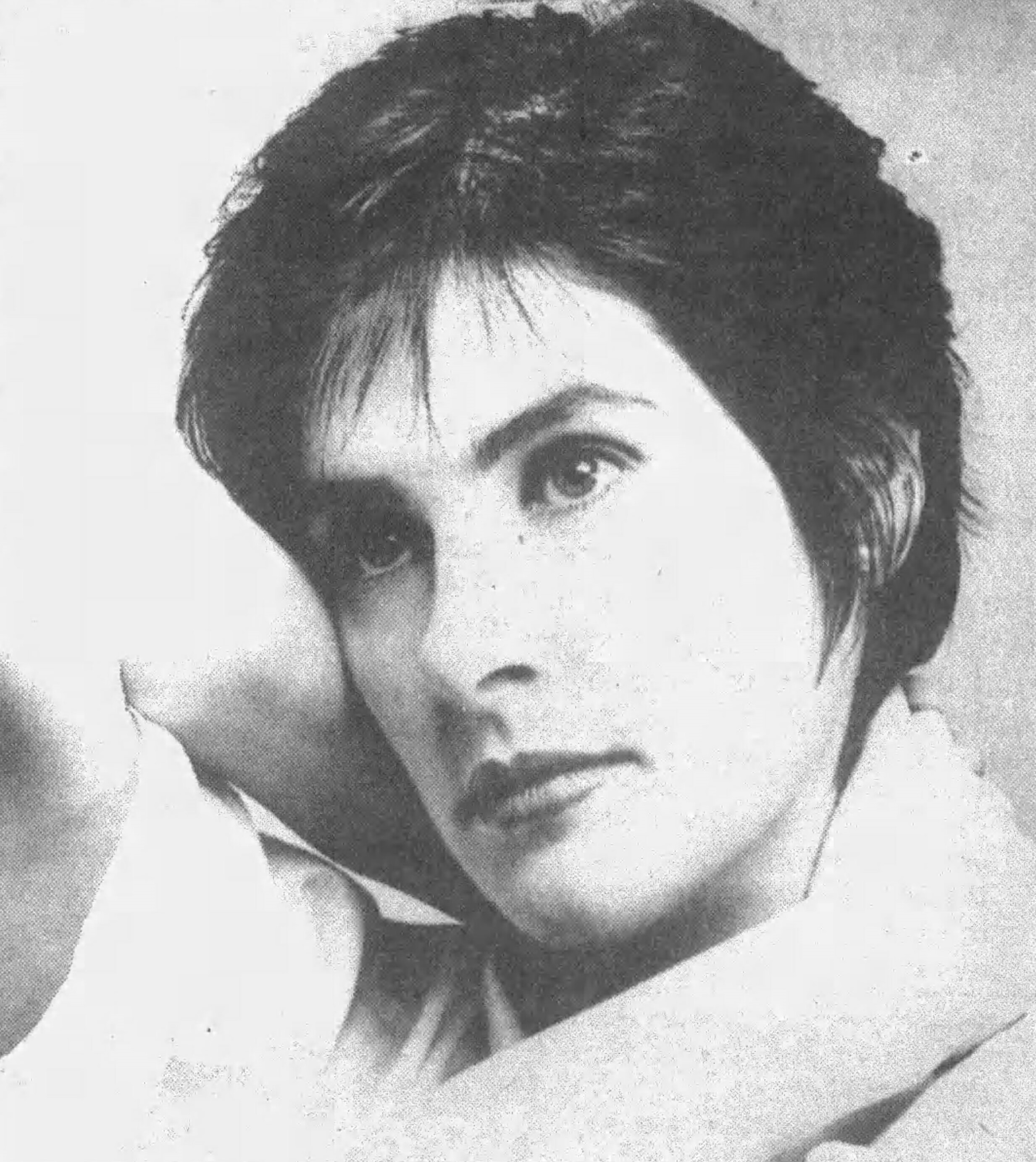
Enya nel 1988

### 1988-1992: Il successo diWatermarkeShepherd Moons
La carriera di Enya ha una svolta nel 1988, quando il manager della Warner Music Rob Dickins mette sotto contratto lei e i suoi collaboratori, che si dedicano dunque alla registrazione del secondo album in studio, Watermark, anticipato dal singolo Orinoco Flow. Quest'ultimo diventa inaspettatamente una hit internazionale, raggiungendo ottimi piazzamenti nelle classifiche mondiali tra cui il primo posto in Inghilterra, Irlanda, Paesi Bassi e Svizzera. Grazie al successo di questo primo singolo e dei due successivi, Evening Falls... e Storms in Africa, l'album Watermark ottiene un notevole successo e raggiunge i 10 milioni di copie vendute, diventando un classico della musica contemporanea, nonché un esempio di musica New Age.
Nel 1991 viene pubblicato Shepherd Moons, il suo terzo album di inediti, che bissa il successo dell'album precedente confermando la fama internazionale della cantante, spinto dal successo dei singoli Caribbean Blue, How Can I Keep from Singing? e Book of Days. Questo lavoro discografico arriva a vendere 12 milioni di copie e porta ad Enya il suo primo Grammy nella categoria Best New Age Album.
Contemporaneamente, vari film cominciano ad utilizzare canzoni di Enya nelle loro colonne sonore: Green Card - Matrimonio di convenienza (1990), Pazzi a Beverly Hills (1991), Toys - Giocattoli (1992), Cuori ribelli (1992), I sonnambuli (1992).
Nel 1992 viene pubblicato The Celts, riedizione dell'album di esordio della cantante, Enya, che porta alla ribalta i brani meno conosciuti dell'artista vendendo diversi milioni di copie.

### 1995-1998:The Memory of TreesePaint the Sky with Stars
Dopo qualche anno di pausa nel 1995 viene pubblicato The Memory of Trees, il quarto album della cantante, che raggiunge la vetta della classifica in Australia, Spagna, Paesi Bassi, Svezia e Svizzera e per la prima volta la Top 10 Americana. Enya torna nuovamente al successo con i singoli Anywhere Is e On My Way Home e il disco supera le 10 milioni di copie vendute, facendo guadagnare ad Enya anche il suo secondo Grammy nella categoria Best New Age Album.
Nel 1997, in celebrazione ai 10 anni di carriera, viene realizzato il primo Greatest Hits di Enya, Paint the Sky with Stars: The Best of Enya, lanciato dal singolo Only If..., che fa riscuotere all'artista l'ennesimo grande successo mondiale, con più di 12 milioni di copie vendute e notevoli risultati in Italia e in Giappone.
Nello stesso anno Enya rifiuta di comporre la colonna sonora di Titanic; James Cameron si rivolge allora a James Horner chiedendogli di adottare uno stile alla Enya. Il risultato sarà tale da indurre molte fonti ad attribuire a lei la musica. Al termine degli anni novanta, in 12 anni di carriera, Enya ha già venduto 44 milioni di album e si conferma come una degli artisti di maggior successo del decennio.

### 2000-2002: L'apice del successo conA Day Without Rain
A novembre 2000 viene pubblicato il quinto album in studio della cantante, A Day Without Rain, anticipato dal singolo Only Time, che, dopo l'attacco terroristico dell'11 settembre 2001, viene utilizzato come sottofondo in molti servizi radio e televisivi diventando la colonna sonora dei tristi giorni dell'attentato. Enya e i fans sono dapprima contrariati da questa relazione alla guerra, in seguito però la cantante accetta di pubblicare una versione speciale della canzone per raccogliere fondi per le famiglie delle vittime. Il singolo riscuote un grande successo: fa raggiungere per la prima volta ad Enya la Top 10 della Billboard Hot 100, nonché la vetta della classifica in Canada, Svizzera e Germania, dove ottiene anche l'importante riconoscimento del premio Echo. In seguito viene pubblicata anche una versione remixata del brano, che è tuttora il più famoso dell'artista.
Spinto da questo successo, A Day Without Rain ottiene grandi risultati di vendite, raggiungendo la vetta della classifica in Germania, Svizzera e Polonia e il secondo posto nella classifica Billboard. Con più di 15 milioni di copie vendute in pochi anni, è oggi l'album di Enya che ha avuto più successo, nonché il quinto album più venduto del 2001 e il sedicesimo dell'intero decennio. Ha inoltre fatto aggiudicare all'artista irlandese il terzo Grammy nella categoria Best New Age Album.
Sempre nel 2001 Enya pubblica un altro grande successo: May It Be, che incide per la colonna sonora del film di Peter Jackson Il Signore degli Anelli, e contenuto nel primo volume della trilogia musicale del film, La Compagnia dell'Anello. Il singolo raggiunge nuovamente il successo in tutta Europa e, tra i vari premi, riceve una prestigiosa nomination all'Oscar, ma non ottiene la vittoria. È questo un periodo d'oro per la cantante, che ai World Music Awards del 2001 a Monaco viene nominata Artista irlandese di maggiori vendite e Artista new age di maggiori vendite.
Nel 2002 durante un'esibizione al Larry King Live sulla CNN le immagini di battaglie in Afghanistan vengono trasmesse durante l'esecuzione di May It Be, canzone senza alcuna connessione con la guerra. Questa ennesima associazione di argomenti tristi e violenti alla musica della cantante genera malumore all'interno della comunità di fans.
Ai World Music Awards del 2002 Enya è la grande protagonista, aggiudicandosi addirittura tre premi, tra cui quello di Artista Femminile di Maggiori Vendite del 2001. In questa occasione esegue in una rara versione live i suoi grandi successi Only Time e May It Be.
Nel 2004 si rumoreggia su un'imminente pubblicazione di un nuovo album di inediti, soprattutto in seguito all'apparizione della canzone Sumiregusa in Giappone, all'interno di una campagna pubblicitaria della Panasonic, subito dopo la Warner Music giapponese annuncia la pubblicazione dell'album per metà novembre. Ma la stessa Enya comunica sulla sua pagina web ufficiale che si tratta di un errore, e che nessun nuovo album verrà pubblicato nell'immediato.

### 2005-2009:Amarantine,And Winter Came...eThe Very Best of Enya
Il sesto album in studio è Amarantine, pubblicato nel novembre 2005 e trainato dall'omonimo singolo. Questo lavoro rappresenta un'importante fase sperimentativa della musica della cantante, tanto da contenere canzoni in lingua Loxian, un fonema inventato dalla paroliera Roma Ryan. Nonostante costituisca una grande novità, Amarantine ripete il successo degli album precedenti vendendo più di sei milioni di copie e fa aggiudicare ad Enya il suo quarto Grammy nella categoria Best New Age Album.
Nel 2006 vengono pubblicati 4 nuovi brani di tema natalizio registrati a nome di Enya, Nicky Ryan e Roma Ryan, tra cui due canti tradizionali (Adeste Fideles e We Wish You A Merry Christmas), e due inediti (Christmas Secret e The Magic of the Night). Essi vengono dapprima pubblicati nell'ottobre 2006 esclusivamente per il mercato americano nell'EP Sounds of the Season: The Enya Holiday Collection; in seguito vengono a far parte della riedizione natalizia dell'album dell'anno precedente: Amarantine: Special Christmas Edition.
Nel novembre 2006 Enya viene premiata ai World Music Awards tenutisi all'Earls Court di Londra e, durante un'intervista realizzata dal programma pomeridiano inglese Loose Women, lascia intendere ai suoi numerosi fans ed ascoltatori che lei è nuovamente in studio perché al momento sta lavorando ad un nuovo album, che include alcune delle canzoni natalizie sulle quali sta lavorando. Si inizia a pensare ad un album tutto natalizio di cui i 4 brani tematici pubblicati un mese prima siano un'anticipazione.
A dicembre 2006 viene pubblicata esclusivamente per il pubblico giapponese una nuova intervista fatta a Enya dalla Warner Music e realizzata presso il piano superiore e privato del suo castello, in cui la cantante dichiara ufficialmente di stare preparando un album natalizio, la cui uscita è prevista per la fine del 2007. Per la prima volta nella sua carriera, Enya dichiara personalmente di essere in studio per preparare un nuovo album e ne annuncia l'uscita con un anno di anticipo.
A novembre 2008 le vendite dei precedenti lavori discografici della cantante hanno superato le 70 milioni di copie e viene pubblicato in tutto il mondo l'album And Winter Came..., incentrato sul tema invernale e natalizio e anticipato dal singolo Trains and Winter Rains. Pur trattandosi di un album stagionale, il nuovo lavoro di Enya ottiene nuovamente grandi consensi, raggiungendo i primi posti nelle classifiche di tutto il mondo e superando in poco tempo 3 milioni di copie vendute.
Esattamente un anno dopo, su iniziativa della Warner Music, viene pubblicato il secondo Greatest Hits di Enya dal titolo The Very Best of Enya, pubblicato in due versioni: una standard, contenente 18 brani già editi nei precedenti albums, e una deluxe, con una diversa tracklist di 22 brani, di cui alcuni rimasterizzati, e un DVD. I brani della raccolta sono stati scelti tra i preferiti della stessa cantante e dai suoi inseparabili collaboratori, Nicky Ryan e Roma Ryan. Alla fine del 2009 la cantante è stata nominata Artista New Age del decennio dalla Billboard.
A maggio 2011, nel periodo del suo 50º compleanno, Enya ha venduto più di 75 milioni di album e possiede una fortuna di 94 milioni di euro. Viene reso noto inoltre che l'artista si sta dedicando alla registrazione del suo ottavo album in studio presso gli Abbey Road Studios, con la cui pubblicazione coinciderà una vera e propria esperienza live, la prima della sua carriera.

### 2012-2015:Dark Sky Island
Nei primi giorni di ottobre 2015 il sito ufficiale appare nuovamente rinnovato e il 9 ottobre esce un nuovo singolo, Echoes in Rain, che anticipa la tanto attesa uscita dell'ottavo album in studio della cantante, che si intitolerà Dark Sky Island, titolo ispirato all'isola di Sark, primo luogo al mondo designato come dark sky area, su cui la paroliera della cantante, Roma Ryan, stava scrivendo dei versi, un luogo dove grazie al limitato uso di luce elettrica è possibile vedere perfettamente il cielo stellato e, in alcuni casi, la Via Lattea. Si tratta del primo album che la cantautrice pubblica dopo sette anni, pausa giustificata dal fatto che dopo anni di lavoro sia lei che i suoi collaboratori avessero bisogno di una lunga pausa che giovasse anche al ritrovamento della creatività. L'album è stato pubblicato il 20 novembre 2015 e contiene come di consueto brani in diverse lingue, tra cui l'inglese, il latino e il loxian, linguaggio fittizio creato da Roma Ryan nel 2005, ispirato dai linguaggi tolkeniani usati da Enya nei brani contenuti nella colonna sonora del film di Peter Jackson La Compagnia dell'Anello, e utilizzata per la prima volta in due brani del suo album del 2005 Amarantine.

## Stile musicale
Lo stile musicale di Enya è un folk celtico malinconico ed etereo che sarebbe «sospeso fra i miti dei Celti e la musica sacra, tra medioevo e new age». L'artista ha intrapreso questo percorso dopo alcune colonne sonore ancora vicine stilisticamente alla musica dei Clannad, gruppo del quale ha fatto parte prima di intraprendere la carriera solista. Tuttavia, già a partire da Watermark (1988), la sua musica è divenuta più personale. Ciò che rende particolare il suo stile sono le numerose sperimentazioni sulla voce: fu infatti il suo produttore Nicky Ryan ad avere l'intuizione sulle cosiddette Multivocals, ed individuò nel timbro lieve ma allo stesso tempo potente di Enya il mezzo più adatto per creare i grandi muri sonori corali che l'avrebbero portata al successo in tutto il mondo. Questo particolare uso dell'overdub conferisce ai brani un sound caratteristico e inconfondibile: per ottenere questo risultato è necessario sovrapporre la voce della cantante anche 500 volte. L'altra grande innovazione da riconoscere ad Enya ed al suo team sono senz'altro gli arrangiamenti: tutti gli strumenti sono suonati da Enya, tipicamente alla tastiera elettronica, con una maestria tale che le permette di fondere in maniera unica la musica tradizionale irlandese con la musica classica o addirittura la musica pop.
Alcune canzoni di Enya sono cantate interamente in irlandese o latino; l'inglese è spesso mescolato in queste canzoni, altre volte è l'unica lingua. Roma Ryan ha scritto i testi in gallese, irlandese, latino, spagnolo, e anche nelle lingue create da J.R.R. Tolkien; infine è usato anche il loxian.
Enya ha composto tre brani ispirati al libro Il Signore degli Anelli di J. R. R. Tolkien: Lothlórien (strumentale) nel 1991, May It Be nel 2001 (cantata in inglese ed in Quenya) e Aníron (in Sindarin); queste ultime due fanno parte della colonna sonora del film di Peter Jackson Il Signore degli Anelli. May It Be ha ricevuto una nomination all'Oscar nel 2002 come miglior canzone, ma non ha vinto; l'Oscar è andato a If I Didn't Have You di Randy Newman del film Monsters & co. Molte sue canzoni poi, grazie alla orecchiabilità, sono usatissime per film (Storms in Africa fa parte delle colonne sonore di Green Card e My Life) e pubblicità d'ogni sorta, come ad esempio il singolo Only time usato per la pubblicità Volvo con protagonista Jean-Claude Van Damme.
Enya ha partecipato a diversi spettacoli dal vivo e in televisione, ad alcuni eventi e cerimonie (la più recente apparizione è stata ad un tributo alla famiglia Brennan a Letterkenny): nella maggior parte, tuttavia, si esibisce in playback, a parte alcune, rare, occasioni, a causa della natura dei suoi brani. Sebbene non abbia mai fatto un concerto (tantomeno una tournée), ha talvolta espresso il desiderio di farlo un giorno, e considera l'eventualità come un'importante sfida nella propria carriera.

## Vita privata

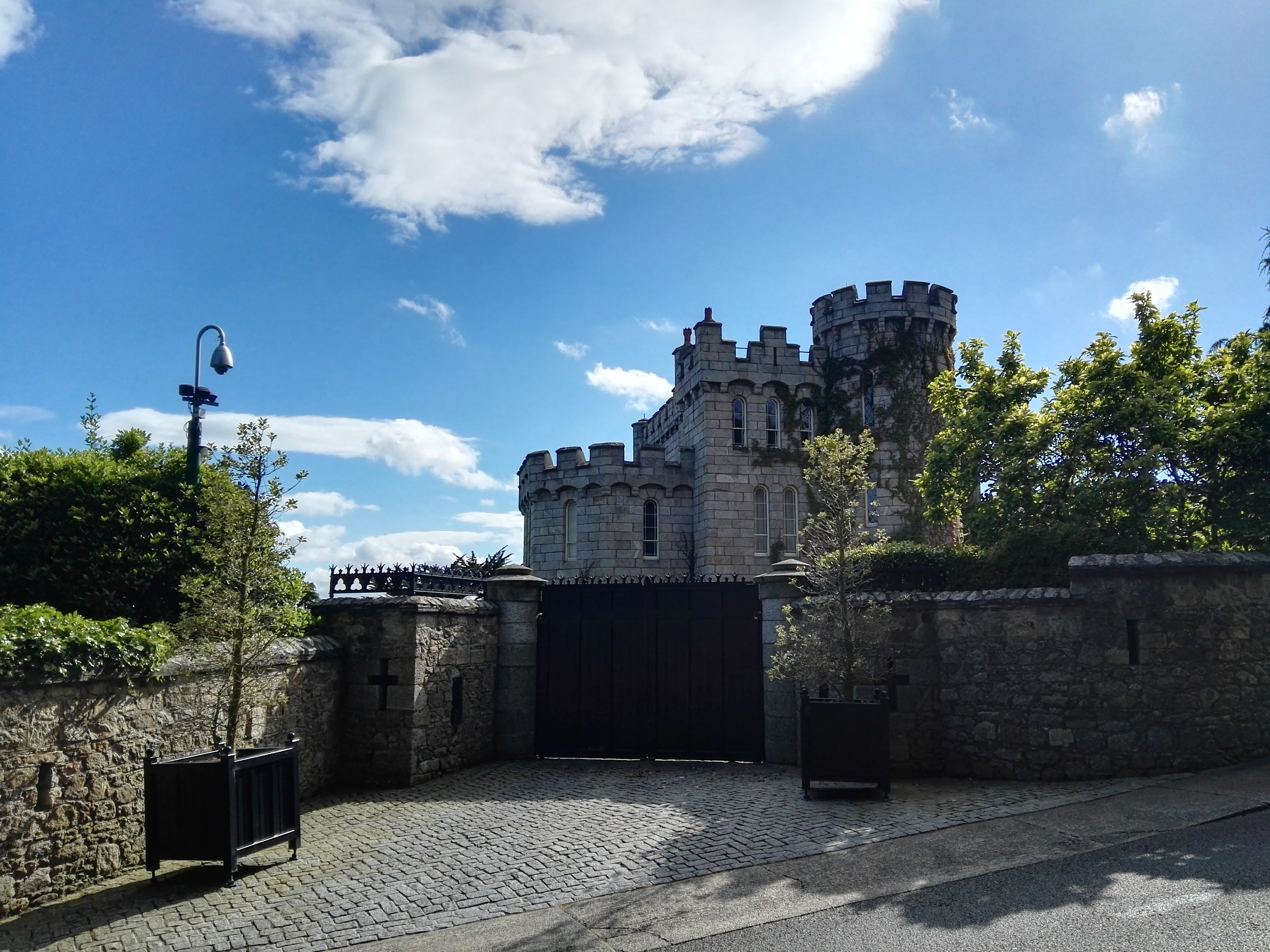
Il Castello di Manderley, residenza di Enya, a Killiney

L'artista si definisce una persona dal temperamento timido ed è nota per essere estremamente riservata sulla sua vita privata. È stata vittima fin dagli anni ottanta di atti di stalking, tra cui quello di un italiano che si è accoltellato per attirare la sua attenzione. Enya ha spesso dichiarato di essere felice della sua totale dedizione alla propria musica. Dal 1997 vive nel castello Manderley (precedentemente "Victoria Castle" e "Ayesha Castle", che l'artista ha chiamato così in onore della magione di Manderley, luogo presente nel suo romanzo preferito, Rebecca, libro del 1938 di Daphne du Maurier), dimora ottocentesca in stile vittoriano che si affaccia sul Mare d'Irlanda, a pochi chilometri di distanza da Dublino; suo vicino di casa ed amico è un altro celebre musicista irlandese, Bono, il frontman degli U2. Nonostante la distanza, fa regolarmente visita alla sua famiglia nel Donegal.
Nel 2016, tramite il social network Facebook, ha espresso il suo dolore per la morte del padre Leo. Nelle interviste rilasciate, Enya ha dichiarato di non essersi mai sposata e non avere figli; ha inoltre sottolineato più volte come la sua totale dedizione al lavoro ed alla musica, insieme all'amore per la propria indipendenza, si sia rivelata un ostacolo alle relazioni sentimentali. Si segnala tuttavia una relazione con un uomo spagnolo terminata nel 1997. Nonostante molti le accostino una religiosità new age, Enya ha affermato di essere cattolica, di aver cantato con commozione per il Papa e di pregare spesso in chiesette solitarie.

## Discografia

### Album in studio
- 1985 – The Frog Prince (colonna sonora)
- 1987 – Enya
- 1988 – Watermark
- 1991 – Shepherd Moons
- 1992 – The Celts (riedizione di Enya)
- 1995 – The Memory of Trees
- 2000 – A Day Without Rain
- 2005 – Amarantine
- 2008 – And Winter Came...
- 2015 – Dark Sky Island

### Raccolte
- 1997 – Paint the Sky with Stars
- 2009 – The Very Best of Enya

## Riconoscimenti

### World Music Awards
- 1989: Video musicale dell'anno con Orinoco Flow[39]
- 2001: Artista New Age di maggiori vendite nel mondo[32]
- 2001: Artista irlandese di maggiori vendite nel mondo[32]
- 2002: Artista Femminile di maggiori vendite nel mondo[40]
- 2002: Artista New Age di maggiori vendite nel mondo
- 2002: Artista irlandese di maggiori vendite nel mondo
- 2006: Artista irlandese di maggiori vendite nel mondo[41]

### Grammy Awards
- 1993: Miglior Album New Age con Shepherd Moons[42]
- 1997: Miglior Album New Age con The Memory of Trees[42]
- 2002: Miglior Album New Age con A Day Without Rain[42]
- 2006: Miglior Album New Age con Amarantine[42]

### Japanese Gran Prix Awards
- 1998: Album dell'anno con Paint the Sky with Stars
- 2002: Album dell'anno con A Day Without Rain

### IRMA Awards
- 1989: Migliore Artista Femminile Irlandese
- 1993: Migliore Artista Femminile Irlandese

### Lauree onorarie
- 2007: Università di Ulster: Onoraria in Lettere
- 2007: Università Nazionale di Galway: Laurea Onoraria in Musica

### Echo
- 2002: Miglior Singolo Internazionale con Only Time

### Nomination
- BRIT Award (1989): Miglior Artista Internazionale
- BRIT Award (1989): Miglior Rivelazione Internazionale
- Grammy Award (1990): Miglior Video musicale con Orinoco Flow
- Premio Oscar (2002): Migliore Canzone con May It Be
- Golden Globe (2002): Miglior Canzone Originale con May It Be
- Grammy Award (2002): Miglior canzone scritta per un film con May It Be
- Grammy Award (2006): Miglior Brano Strumentale con Drifting